# Repco

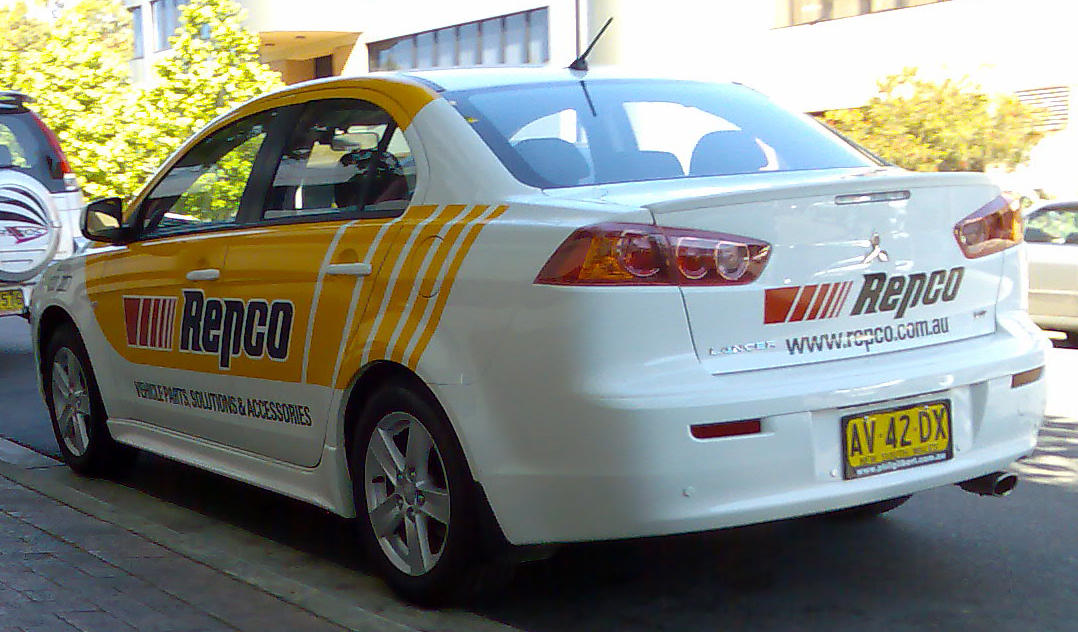
"Repco" Mitsubishi Lancer company car.

Repco è una società australiana specializzata nella costruzione e distribuzioni di ricambi e particolari "aftermarket" per automobili. Attualmente impiega 2000 dipendenti in 400 negozi.
Deve però la sua celebrità al periodo tra il 1966 e il 1969 quando realizzò per conto di Jack Brabham un motore 8 cilindri di 3000 cm³ per la formula 1, fornito alla Brabham campione del mondo nel 1966 e nel 1967. Ha corso in 33 gran premi tra il 1966 e il 1969, conquistando 8 vittorie, 7 pole position e 4 giri più veloci in gara.
Repco attualmente gestisce negozi in Australia e Nuova Zelanda, specializzati nella vendita di ricambi e accessori. Repco fu fondata nel 1922 a Collingwood, Victoria da Geoff Russell. È azienda leader nel settore con il nome Automotive Grinding Company.
Repco è stata per breve tempo ai primi posti tra le società quotate nella Borsa valori Australian Stock Exchange nel 2003; tuttavia, dopo l'acquisizione da parte di CCMP Capital Asia, Repco è stata ritirata dal mercato azionario.

## Motori Repco in F1
Il primo approccio della Repco con le competizioni automobilistiche avvenne nel 1963, quando Jack Brabham affidò all'azienda la gestione e le revisioni dei motori Coventry Climax da 2500 cc montati sulle Brabham che partecipavano alla Formula Tasman. Nello stesso anno la FIA annunciò che, a partire dalla stagione 1966, la cilindrata dei motori di Formula 1 sarebbe stata raddoppiata a 3 litri. La Coventry Climax, la principale casa fornitrice di motori, decise di non realizzare un nuovo motore e si ritirò dalle corse, lasciando molte squadre senza motore.
Per produrre i motori che avrebbero dovuto equipaggiare le sue vetture, nel 1966 Jack Brabham costituì, in accordo con la Repco, una nuova società: la Repco Brabham Pty Ltd con sede a Maidstone. Nel 1965 i tecnici Phil Irving (che negli anni '30 aveva progettato motori per motociclette Vincent Motorcycles) e Frank Hallam avevano già realizzato un V8 da 2500 cm³ per sostituire il Climax in Formula Tasman e nell'autunno dello stesso anno Brabham chiese loro di realizzargli un 3 litri di Formula 1. Il nuovo progetto, siglato "Repco 620", era un V8, a 2 valvole in testa per cilindro, basato sul monoblocco in alluminio dell'Oldsmobile F85. Per ragioni economiche e di semplicità costruttiva si utilizzò materiale già in commercio: per le bielle inizialmente si adattarono quelle di un V8 Daimler, l'alimentazione era a iniezione indiretta Lucas, inoltre si affidò la produzione degli alberi motore e delle testate ad altre aziende. Con non più di 310 CV (231 kW), il Repco era di gran lunga il meno potente dei nuovi 3 litri, ma era leggero e compatto (lungo 74 cm pesava 148 Kg), il che permise di equipaggiare telai predisposti per motori da 1,5 litri. A differenza degli altri motori si dimostrò subito affidabile e sollecitava poco telaio, sospensioni, freni e pneumatici, favorendo l'affidabilità generale delle vetture.

## Quattro titoli mondiali per il 16-valvole
Nel 1966, il motore Repco consentì a Jack Brabham e alla suaBrabham BT19 3 pole position, 4 vittorie consecutive e il campionato mondiale, con un'accoppiata titolo piloti-titolo costruttori. Per il pilota australiano era il terzo titolo.
Il V8 Repco aveva una cilindrata di 2.995,58 con alesaggio e corsa di 88,9 e 60,3 mm. Inizialmente con una potenza di 285 CV (213 kW), al banco di prova raggiunse i 310 CV (231 kW) a 7.800 giri/min con una coppia di 169,5 N·m a 6.500 giri/min. In gara erano disponibili circa 299 CV (223 kW). Nel 1967, alesaggio e corsa rimasero inalterati. In tale anno, con al banco di prova 327 CV (244 kW) a 8.300 giri/min. Per il 1968, una versione con 32 valvole si prevedevano 400 CV (298 kW) a 9.500 giri/min, ma si raggiunsero solo 380 CV (283 kW) a 9.000 giri/min.
Nel 1967 Repco produsse una nuova versione del motore, la serie 700, progettato in toto in casa: i tubi di scarico che uscivano ai lati del motore furono portati al centro e la potenza aumentò. Brabham colse 2 pole all'inizio dell'anno, ma poi sulla Lotus 49 apparve il Ford Cosworth V8, con 400 CV e con Jim Clark e Graham Hill conquistarono le pole nel resto della stagione. Comunque la Lotus non era molto affidabile e i piloti Brabham raccolsero 2 vittorie ciascuno. Brabham utilizzò nuovi sviluppi solo per sé, ma Denis Hulme  vinse il titolo, seguito proprio da Brabham, che si consolò vincendo di nuovo il titolo costruttori.

## Mancato successo per il 32-valvole con doppio albero a camme
Il nuovo motore Ford, che è stato messo a disposizione di altre squadre nel 1968, dimostro che era necessaria più potenza. Una nuova versione del Repco V8, con doppio albero a camme e 4 valvole per cilindro, venne introdotta nel 1968 per mantenere competitività. Ma i 400 CV attesi non saranno raggiunti e la stagione si rivelerà un disastro per l'inaffidabilità del nuovo sistema di valvole. Tra l'altro venne prodotta anche una versione derivata di cilindrata di 4,2 litri per la 500 miglia di Indianapolis. Jochen Rindt, che si era trasferito alla Brabham al momento sbagliato, riusci a conquistare due pole e due podi, mentre Brabham raccolse solo 2 punti in tutta la stagione. Il progetto Repco fu sempre ostacolato dai tempi di comunicazione tra Inghilterra e Australia e questo fattore si rivelerà determinante. A questo punto Repco, dopo aver speso molte più risorse di quante originariamente previste e dopo aver venduto pochissime forniture di motori a squadre clienti, fermo' il progetto.
Per il 1969, la scuderia Brabham e i team privati che utilizzano telai Brabham utilizzeranno il motore Cosworth. 2 Brabham-Repco vengono iscritte al Gran Premio del Sudafrica 1969 da piloti locali come Sam Tingle e Peter de Klerk, ma non raccolgono punti in quella che è l'ultima apparizione del motore Repco in un Gran Premio di F1.
Inoltre, delle LDS motorizzate Repco correranno nei Gran Premi Sudafricani di fine anni '60.

## Altre gare
Il progetto Brabham-Repco era inizialmente inteso per la Tasman Series, dove degli obsoleti Coventry-Climax FPF 4-cilindri dominavano a metà anni '60. La versione da 2,5 litri del V8 Repco non ebbe molto successo in questa serie, essendo all'inizio meno potente del FPF. Si registra tuttavia una vittoria nella Tasman Series con Jack Brabham alla guida della sua Brabham BT23A che vinse nel 1967 il South Pacific Trophy sul circuito di Longford in Tasmania.
La Brabham-Repco ha anche corso nel 1968 e 1969 la 500 miglia di Indianapolis. Nel 1969 Peter Revson finisce 5º. Inoltre lo stesso pilota vince anche una gara del campionato USAC nello stesso anno.
Ulteriori versioni del V8 sono state prodotte, tra cui una variante da 4,3 litri per auto sportive da corsa e una versione turbo destinata alle gare USAC. Nessuna versione ha avuto molto successo, il turbo in particolare venne etichettato come 'Puff the Tragic Wagon' dal suo team di sviluppo a causa della mancanza di cavalli.
Repco ha anche preparato vari motori Holden per l'Australian Touring Car Championship e per la Tasman Series.

## Risultati nel campionato costruttori di F1
- 1966 Brabham-Repco 1º posto
- 1967 Brabham-Repco 1º posto
- 1968 Brabham-Repco 8º posto
- 1969 Brabham-Repco 8º posto

## Risultati nel campionato piloti di F1
| Anno | Vettura       | Pilota           | GP | Posizione          |
| ---- | ------------- | ---------------- | -- | ------------------ |
| 1966 | Brabham-Repco | Jack Brabham     | 9  | Campione del Mondo |
| 1966 | Brabham-Repco | Denny Hulme      | 7  | 4°                 |
| 1967 | Brabham-Repco | Denny Hulme      | 11 | Campione del Mondo |
| 1967 | Brabham-Repco | Jack Brabham     | 11 | 2°                 |
| 1967 | Brabham-Repco | Guy Ligier       | 5  |                    |
| 1968 | Brabham-Repco | Jochen Rindt     | 12 | 12°                |
| 1968 | Brabham-Repco | Jack Brabham     | 11 | 23°                |
| 1968 | Brabham-Repco | Silvio Moser     | 4  |                    |
| 1968 | Brabham-Repco | Dan Gurney       | 1  |                    |
| 1968 | Brabham-Repco | Dave Charlton    | 1  |                    |
| 1968 | Brabham-Repco | John Love        | 1  |                    |
| 1968 | Brabham-Repco | Kurt Ahrens, Jr. | 1  |                    |
| 1968 | LDS-Repco     | Sam Tingle       | 1  |                    |
| 1969 | Brabham-Repco | Peter de Klerk   | 1  |                    |
| 1969 | Brabham-Repco | Sam Tingle       | 1  |                    |